# Аристово (Алтайский край)
Аристово — упразднённое село в Залесовском районе Алтайского края. На момент упразднения входило в состав Пещерского сельсовета. Исключено из учётных данных в 1983 году.

## География
Располагалось на левом берегу реки Уртап в месте впадения в неё реки Еловка, на расстоянии приблизительно 9 км (по-прямой) к юго-западу от село Пещерка.

## История
Основано в 1779 году. В 1928 году состояло из 225 хозяйств. В административном отношении являлось центром Аристовского сельсовета Залесовского района Барнаульского округа Сибирского края.
Решением Алтайского КИКа от 11 ноября 1983 года № 381/2 населённый пункт, исключен из учётных данных.

## Население
По данным переписи 1926 года в селе проживало 1030 человек (485 мужчин и 545 женщин), основное население — русские.